# 蒂姆·普蘭提

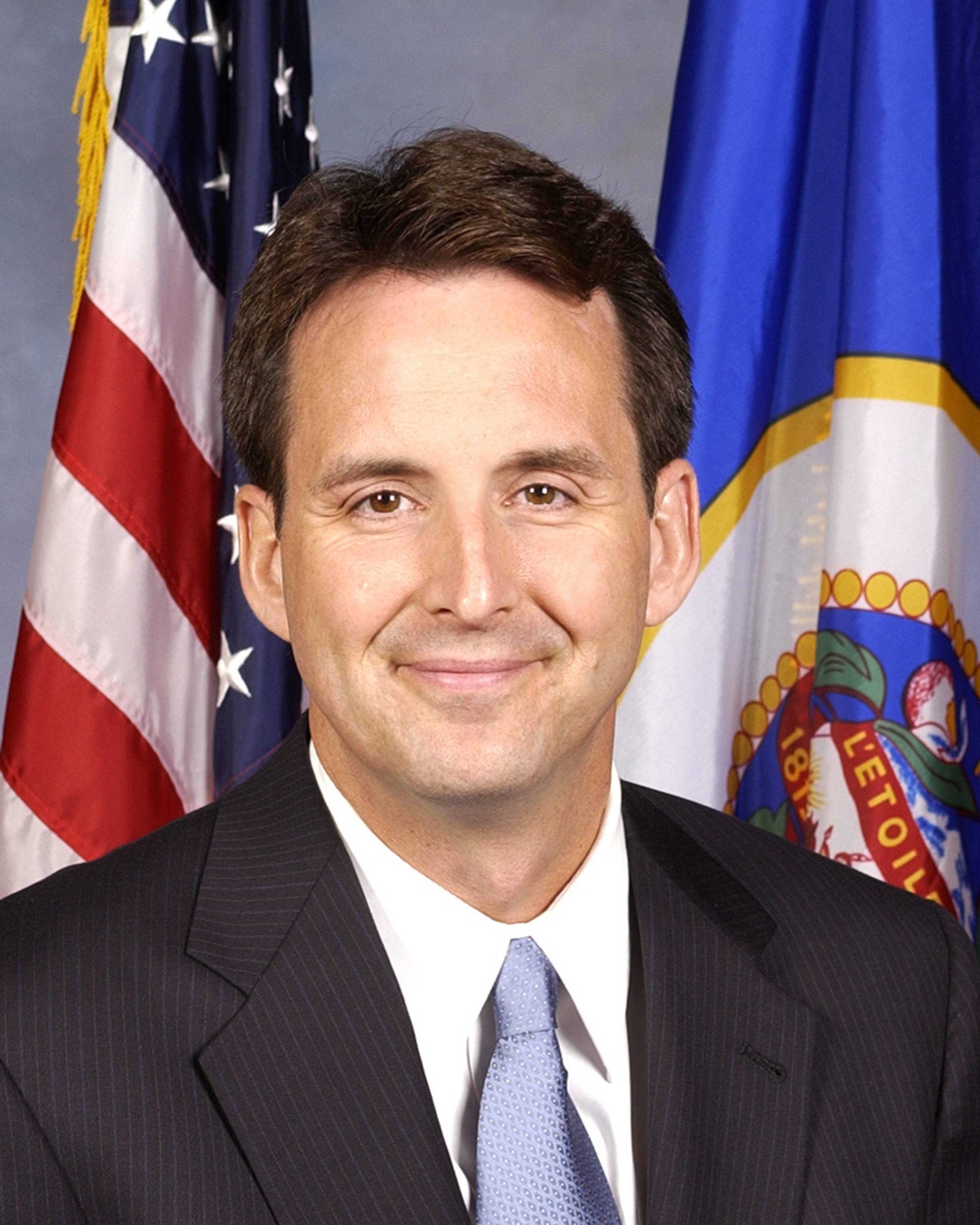
蒂姆·普蘭提

蒂姆·普蘭提（英語：Timothy James "Tim" Pawlenty，1960年11月27日—）是美國律師及共和黨籍政治人物。他是福音派浸信會教徒。普蘭提在1989年當選伊崗市議會議員，1992年當選明尼蘇達州議會議員，并擔任議會多數黨領袖；2002年，他當選明尼蘇達州州長。他亦曾參加2012年美國總統選舉共和黨的黨內初選。

## 外部連結
- Campaign contributions （页面存档备份，存于） at Follow the Money (U.S. House)
- Campaign 2002 – Minnesota Governor （页面存档备份，存于） Minnesota Public Radio
- Campaign 2006 – Tim Pawlenty （页面存档备份，存于） Minnesota Public Radio